# 滝川公園
滝川公園（たきがわこうえん）は、大阪市北区天満にある公園。園内には「天満興正寺跡」と「天満組惣会所跡」の石碑が存在する。

## 地理
1961年（昭和36年）11月3日に開園。天満エリアでは比較的大きな公園で、敷地が2段となっており、上の段から下の段への2台の大きなすべり台が特徴的である。
園内には「天満興正寺跡」と「天満組惣会所跡」の石碑があるほか、桜の名所として地域の人に親しまれている。

## 施設
- 天満興正寺跡 - 真宗興正派の別院跡（1965年（昭和40年）に旭区へ移転し「大阪興正寺別院」と改称、さらに1988年（昭和63年）に高槻市へ移転[3]）。明治時代には関西法律学校（現在の関西大学）の校舎として利用されていた。
- 天満組惣会所跡 - かつての惣会所跡。

## 交通
- Osaka Metro堺筋線・谷町線「南森町駅」より徒歩で約5分。
- JR「大阪天満宮駅」より徒歩で約5分。